# ホーン岬海流
ホーン岬海流（ホーンみさきかいりゅう、英: Cape Horn Current）とは南極大陸の周りを西から東に流れる南極環流が南米の南端ホーン岬と南極大陸のグレアムランド北端との間のドレーク海峡を通過する海流のこと。
荒天となることが多いので古来から航海者の難所のひとつとされている。ドレーク海峡を通過して北上する分流はフォークランド海流となり、そのまま東流するものはサウスサンドウィッチ諸島島弧の影響を受け、流向が変化することが知られている。